# Aurora Lázaro
Aurora Lázaro Cabaleiro (13 aprile 2006) è una nuotatrice artistica spagnola.

## Palmarès
- Mondiali giovanili:

Lima 2024: bronzo nella gara a squadre programma tecnico e nel programma libero.

### Coppa del Mondo
- 6 podi
  - 2 vittorie (2 nella gara a squadre)
  - 3 secondi posti (1 nella gara a squadre e 2 nel duo)
  - 1 terzo posto (1 nel duo)

#### Coppa del mondo - vittorie
| Data           | Luogo    | Paese  | Disciplina   |
| -------------- | -------- | ------ | ------------ |
| 12 aprile 2025 | Soma Bay | Egitto | Team tecnico |
| 1 maggio 2025  | Markham  | Canada | Team tecnico |